# Merì
Merì es una comuna italiana de 2.186 habitantes de la provincia de Mesina.

La comuna de Merì en la provincia de Mesina.

## Administración
- Alcalde: Felice Borghese
- Fecha de asunción: 14 de mayo de 2007
- Partido: lista cívica

## Evolución demográfica
| Gráfica de evolución demográfica de Merì entre 1861 y 2001 |
|                                                            |
| Fuente ISTAT - Gráfica elaborada por Wikipedia             |

## Curiosidades
Estatua de Giuseppe Garibaldi en Merì.